# Scutellospora gilmorei
Scutellospora gilmorei är en svampart som först beskrevs av Trappe & Gerd., och fick sitt nu gällande namn av C. Walker & F.E. Sanders 1986. Scutellospora gilmorei ingår i släktet Scutellospora och familjen Gigasporaceae.   Inga underarter finns listade i Catalogue of Life.